# Illa des Penjats
L'illa des Penjats, o dels Penjats, és l'illot més meridional d'Eivissa, situat en es Freus, que el separen de Formentera. Té una extensió d'1,45 km² i pertany al municipi de Sant Josep de sa Talaia.

## Situació

Localització de l'illa des Penjats en es Freus entre Eivissa i Formentera

És l'illot més gran des Freus, l'estret entre Eivissa i Formentera. Al nord té l'illa d'en Caragoler, que forma es Freu Petit; i al sud, l'illa des Porcs i l'illa de s'Espalmador, amb els quals forma es Freu Gros, el principal pas d'embarcacions assenyalat pel far des Penjats i pel far d'en Pou, a la illeta des Porcs.
A ponent es troben les dues illes Negres. La zona està enclosa en l'àrea marina del Parc natural de ses Salines.

## Fauna
És un lloc de nidament de la gavina corsa (Larus audouinii). Així, per exemple, l'any 2002 hi van nidificar 261 parelles d'aquesta espècie.

## Observacions
És de propietat estatal.

## Curiositats
L'origen del topònim no és clar. Per la seva situació és pas obligat des del litoral valencià o des del nord d'Àfrica cap al port d'Eivissa. Segons les llegendes, s'usava com a cadafal per penjar els condemnats i quedava a la vista de les naus pirates. Aquest fet és recreat en un conte de Joan Villangómez Llobet, aparegut al suplement Isla del Diario de Ibiza el 1953, on apareixen set persones penjades misteriosament durant un dia de mala mar, en què no hi va poder anar el botxí.